# 探测器4号
探测器4号(Zond 4)为前苏联探测器号系列航天器之一以及载人绕月的联盟7K-L1号无人驾驶版飞船，属于苏联最早的载人绕月实验性航天器之一。发射它的目的是为测试新太空舱的航天性能，并收集环地空间中的飞行数据，它也是苏联第一艘拥有计算机-重34公斤的“氩-11型”电脑的航天器。
该航天器被成功发射到远地点35.4万公里，绕月球半圈(180度)的轨道上，为尽可能避免月球引力造成轨道的复杂变化，它被发射至远离月球的地方。但是，在重返大气层时，探测器的制导系统失灵。它在计算的时间内精确进入大气层，但没能引导产生升力并再次飞出大气层。弹道再入意味着无法降落在苏联的土地上，因此飞船自毁系统在距非洲几内亚北部海岸180–200公里的高空自动引爆了太空舱。